# FC Famalicão
Futebol Clube de Famalicão är en portugisisk fotbollsklubb från staden Vila Nova de Famalicão. Klubben grundades 1931 och spelar sina hemmamatcher på Estádio Municipal 22 de Junho.

## Placering tidigare säsonger
| Säsong    | Nivå | Liga          | Placering | Referens | Notering                      |
| --------- | ---- | ------------- | --------- | -------- | ----------------------------- |
| 2015/2016 | 2    | Segunda Liga  | 6         | [ 1 ]    |                               |
| 2016/2017 | 2    | Segunda Liga  | 15        | [ 2 ]    |                               |
| 2017/2018 | 2    | Segunda Liga  | 14        | [ 3 ]    |                               |
| 2018/2019 | 2    | Segunda Liga  | 2         | [ 4 ]    | Uppflyttad till Primeira Liga |
| 2019/2020 | 1    | Primeira Liga | 6         | [ 5 ]    |                               |
| 2020/2021 | 1    | Primeira Liga | 9         | [ 6 ]    |                               |
| 2021/2022 | 1    | Primeira Liga | 8         | [ 7 ]    |                               |
| 2022/2023 | 1    | Primeira Liga | 8         | [ 8 ]    |                               |